# دیموک
دیموک (به انگلیسی: Dymock) یک روستا و محله مدنی در بریتانیا است که در Forest of Dean واقع شده‌است. دیموک ۱٬۲۱۴ نفر جمعیت دارد.